# Юлия Ливилла
Юлия Ливилла (лат. Julia Livilla), иногда Юлия Германика или Ливилла Германика, (18, Лесбос — 41, Пандатерия) — младшая сестра императора Калигулы, младшая дочь Германика и Агриппины Старшей.

## Детство и юность
Юлия Ливилла родилась на острове Лесбос во время путешествия Германика и Агриппины к войскам, расположенным в Сирии, после того, как Германик получил от Тиберия империй, даваший ему власть над всеми провинциями к востоку от Адриатики.
В детстве была помолвлена с Квинктилием Варом-младшим, сыном печально известного полководца Публия Квинктилия Вара и Клавдии Пульхры, но после того, как Вар был обвинён в оскорблении величия, помолвка была расторгнута. В 33 году Тиберий выдал Юлию Ливиллу за Марка Виниция, консула 30 года, блестящего оратора, происходившего из всаднического сословия. В 38-39 годах Виниций исполнял обязанности проконсула Азии и Юлия сопровождала его.
В античных источниках Юлию Ливиллу чаще всего называют просто Юлия. Это может быть связано с тем, что она перестала использовать свой когномен в связи с тем, что было доказано, что в 31 году Ливилла, в честь которой она его получила, была активной сторонницей Сеяна и отравила своего мужа, сына Тиберия.

## Во времена Калигулы

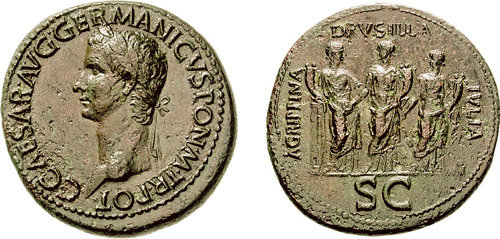
Монета с изображением трех сестёр

Через небольшое время после прихода к власти, Калигула удостоил трёх своих сестёр — Агриппину Младшую, Юлию Друзиллу и Юлию Ливиллу особых почестей, основные из которых:
- появление трёх сестёр на монетах того времени,
- дарование сёстрам прав и свобод весталок, в том числе права просмотра игр и состязаний с лучших мест, зарезервированных для сенаторов,
- публичные клятвы приносились теперь не только во имя императора, но и во имя его сестёр,
- сенатские постановления начинались словами «Да сопутствует удача императору и его сёстрам…».

Причина такого отношения Калигулы к сёстрам крылась в желани возвысить род Юлиев-Клавдиев .
В 39 году Юлия Ливилла была вовлечена в заговор, который ставил своей целью свержение Калигулы и передачу власти Марку Эмилию Лепиду, мужу любимой сестры Калигулы, к тому моменту умершей, и любовнику остальных сестёр. Заговор был раскрыт, Лепид казнён, а сёстры сосланы на Понтинские острова, где провели несколько лет до прихода к власти Клавдия.

## Вторая ссылка и смерть
Клавдий вернул обеих сестёр из ссылки, но Юлия Ливилла впала в немилость к Мессалине, которая обвинила её в прелюбодеянии с Сенекой Младшим, после чего оба были сосланы. На этот раз Юлия Ливилла отправилась на Пандатерию, где и умерла от голода в самом конце 41 года. Позже, когда Агриппина стала женой Клавдия, ваза с прахом Юлии была перенесена в Мавзолей Августа, где и была найдена при раскопках в 20-е годы XX века. Надпись рядом с вазой гласила: «LIVILLA GERMANICI CAESARIS FILIA HIC SITA EST» («Ливилла, дочь Германика лежит здесь»).